# Hadena heringi
Hadena heringi là một loài bướm đêm trong họ Noctuidae.